# Smilisca sordida
Smilisca sordida е вид земноводно от разред Безопашати земноводни (Anura), семейство Дървесници (Hylidae).

## Разпространение
Видът е разпространен в Колумбия, Панама, Коста Рика, Никарагуа и Хондурас. Естествената среда на жабите от този вид са субтропичните и тропични влажни зони в горите, естествените насаждения и градините, както и реки, канали и отводнителни ровове. Незастрашен е, няма подвидове.